# Rio Thomson
O rio Thomson, é um rio perene da bacia hidrográfica do oeste de Gippsland, está localizado na região de Gippsland, no estado australiano de Vitória.